# تقی شامخی
تقی شامخی (زاده:۱۳۲۲، کاشان) استاد دانشگاه، رئیس سابق دانشگاه کاشان و دارای سمت‌های مختلف در نهادهای مربط با محیط زیست و منابع طبیعی ایران بوده‌است. وی هم‌چنین داماد عزت‌الله سحابی و همسر هاله سحابی بود.تقی شامخی از زندانیان سیاسی دوره حکومت پهلوی نیز می‌باشد .

## تحصیلات
- کارشناسی: انستیتوی جنگل و مرتع دانشکده کشاورزی کرج ۱۳۴۴
- درجه کارشناسی ارشد: دانشگاه تهران
- دکتری: مدرسه مهندسی روستایی، فرانسه در رشته  جنگل داری

## سمت‌ها
رئیس دانشگاه کاشان (۷۵-۱۳۷۲)
استاد دانشکده منابع طبیعی دانشگاه تهران
سرپرست دانشکده منابع طبیعی دانشگاه تهران (۱۳۵۹)
مشاور وزیر کشاورزی در امور منابع طبیعی (۶۸-۱۳۶۰)
عضو اصلی کمیته برنامه‌ریزی امور جنگل و مرتع (۱۳۶۱)
عضو کمیته آموزش‌های تخصصی و تحقیقاتی ستاد انقلاب فرهنگی (۷۱-۱۳۶۰)
سرپرست مؤسسه تحقیقات جنگل‌ها و مراتع (۶۷-۱۳۶۴)
عضو کمیته ملی انسان و کره مسکون ـ کمیسیون ملی یونسکو (۶۶-۱۳۶۵)
رئیس بخش منابع طبیعی مرکز تحقیقات منابع کویری ایران (۷۰-۱۳۶۸)
مدیر کل دفتر بررسی و ارزیای پژوهشی معاونت پژوهشی وزارت علوم، تحقیقات و فناوری
رییس انجمن علمی جنگل‌های ایران

## منبع‌ها
1. ↑  «جنبش راه سبز - فشار سنگین ماموران امنیتی بر خانواده سحابی». بایگانی‌شده از اصلی در ۵ ژوئن ۲۰۱۱. دریافت‌شده در ۴ ژوئن ۲۰۱۱.
2. ↑  «بنیاد ایران شناسی». وبگاه بنیاد ایران شناسی. پارامتر |پیوند= ناموجود یا خالی (کمک)